# Catharsius aethiops
Catharsius aethiops är en skalbaggsart som beskrevs av Sharp 1875. Catharsius aethiops ingår i släktet Catharsius och familjen bladhorningar. Inga underarter finns listade.